# Septoria schnabliana
Septoria schnabliana är en svampart som först beskrevs av Allesch., och fick sitt nu gällande namn av Died. 1914. Septoria schnabliana ingår i släktet Septoria och familjen Mycosphaerellaceae.   Inga underarter finns listade i Catalogue of Life.